# Sternwarte Hubelmatt
Die Sternwarte Hubelmatt (auch Sternwarte Luzern) ist in der Schulanlage Hubelmatt West in Luzern (Schweiz) auf dem Dach (487 Meter über Meer) integriert. Das ursprüngliche Kuppelgebäude auf dem Schulhausgelände wurde 1979 durch eine neue Konstruktion auf dem Dach des Schulhauses Hubelmatt West ersetzt. 

## Betrieb und Angebot
Die Sternwarte wird durch den Verein Astronomische Gesellschaft Luzern (AGL) betrieben und ist jeden Dienstag ab 20 Uhr bei freiem Eintritt für die Öffentlichkeit zugänglich. Von der AGL werden Kurse, Vorträge und Sonderveranstaltungen angeboten. Von den ca. 24 Demonstratoren sind jeweils zwei an den öffentlichen Führungen für die Betreuung der Besucher anwesend. Jeweils donnerstags werden Gruppenführungen für Schulklassen, Vereine oder Firmen angeboten. 
Die Sternwarte verfügt über ein Giebeldach auf Schienen über der Beobachtungsbucht. Drei der fünf Instrumente wurden von Mitgliedern der AGL selbst hergestellt. Das Markenzeichen, ein Linsenteleskop von Heyde mit Baujahr 1914, wurde im Jahr 2020 verkauft. Auf der Sternwarte Hubelmatt wird eine Allsky-Kamera betrieben.

## Instrumente

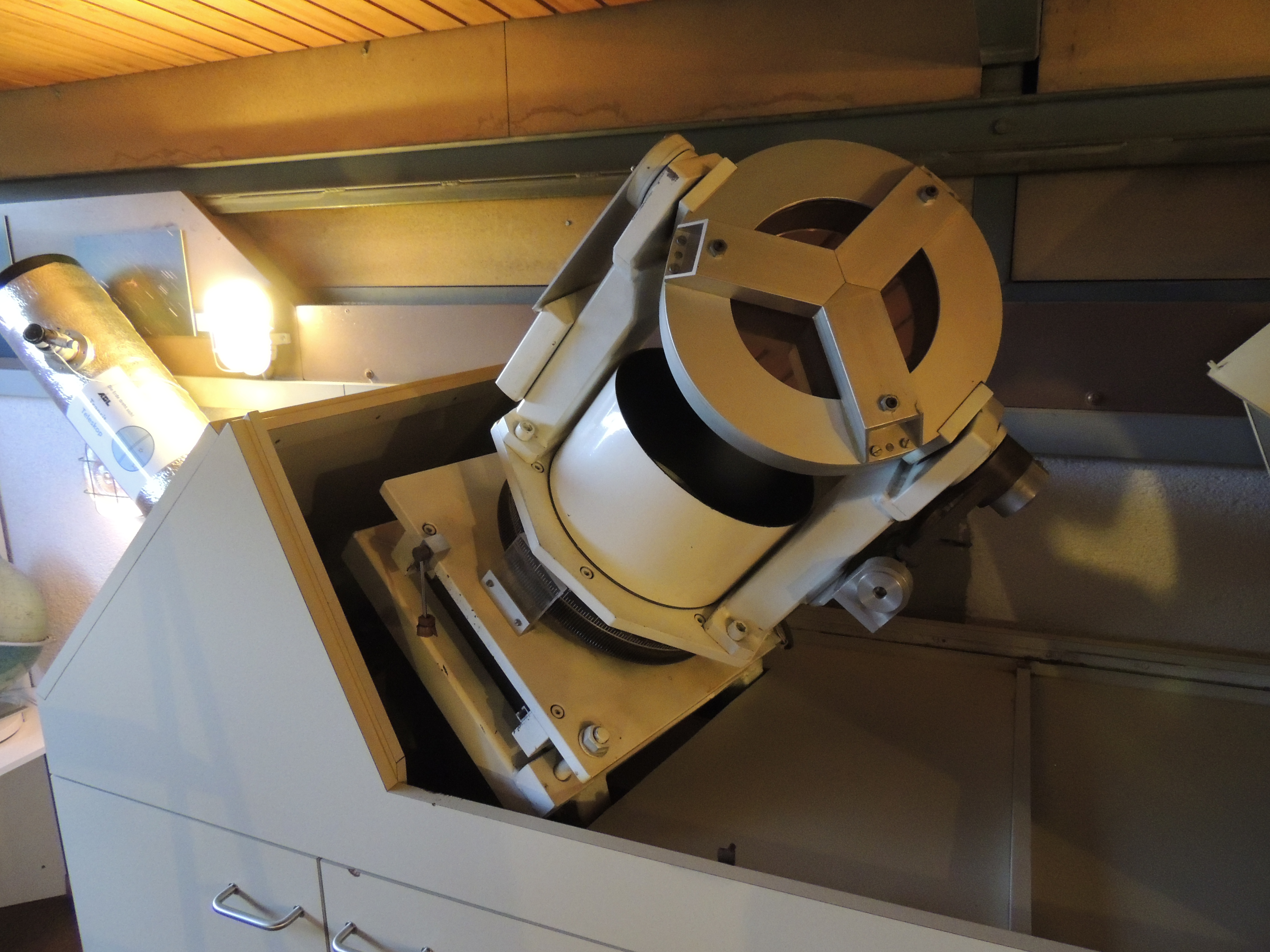
Teilansicht des Sonnenteleskops, Baujahr 1983

In der Beobachtungsbucht stehen folgende Instrumente:
- Multifunktionsteleskop (MFT) 400 mm Spiegel, automatisch nachgeführt
- Apochromatisches Linsenteleskop TEC APO 180 FL
- Sonnenteleskop, Halb-Apochromatisches Linsenteleskop mit Heliostat
- Grossfeldstecher, Fujinon-Binokular 25 × 150
- Newton Transitteleskop 150 mm Spiegel, Brennweite 750 mm

## Auszeichnungen
- 2017: Anerkennungspreis der Albert Köchlin Stiftung
- 12. Februar 2017: Benennung eines Asteroiden (6126) Hubelmatt nach der Sternwarte